# Морални апсолутизам
Морални апсолутизам је етичко становиште према коме су сва делa суштински добра или лоша. Крађа, на пример, може се увек сматрати неморалном, чак иако је учињена за добробит других (нпр. крађа хране да би се нахранила породица која гладује) и чак иако се у крајњој линији помаже та добробит. Морални апсолутизам је у супротности са осталим категоријама нормативних етичких теорија, као што је консеквенцијализам, који тврди да моралност дела (у ширем смислу) зависи од последица или контекста тог дела.
Морални апсолутизам није исто што и морални универзализам. Универзализам само тврди да оно што је добро или лоше је независно од обичаја или мишљења (супротно моралном релативизму), али не и да нужно то што је добро или лоше је независно од контекста или последица (као код апсолутизма). Морални универзализам је компатибилан са моралним апсолутизмом, али и са гледиштима као што је консеквенцијализам. Луис Појман даје следеће дефиниције да би разликовао два гледишта моралног апсолутизма и универзализма:
- морални апсолутизам: постоји бар један принцип који никад не треба да се крши,

- морални објективизам: ствар је у томе да ли је било којe разматрано дело морално дозвољено или није - у ствари то не зависи само од друштвених обичаја или појединачног уверења.

Етичке теорије које стављају снажан нагласак на права и дужност, као што је деонтолошка етика Имануела Канта, су често облици моралног апсолутизма, као што су многи религијски морални кодекси.

## Религија
Морални апсолутизам се може разумети у стриктно секуларном контексту, као и у многим облицима деонтолошког моралног рационализма. Међутим, много религија има такође морално апсолутна гледишта, у погледу на њихов морални систем изведен из божијих заповести. Према томе, такав морални систем се сматра апсолутним, (обично) перфектним, и непроменљивим. Много секуларних филозофија такође заузима морално апсолутан став, тврдећи да су апсолутни морални закони природно присутни код човека, у природи генерално, или самог универзума. На пример, неко ко потпуно  верује у ненасиље, сматра да је лоше да користи насиље чак и у самоодбрани.
Католички филозоф Тома Аквински се никад није јасно позвао на Еутифронову дилему, али прави разлику између тога шта је добро или лоше по себи и шта је добро или лоше по Божијим заповестима, тако да непроменљиви морални стандарди формирају већи део природног права. Стога, он тврди да чак ни Бог не може да промени Десет заповести, додајући, међутим, да Бог може да промени оно што појединац заслужује у одређеним случајевима, у ономе што би могло изгледати као дозвола за убиство или крађу.